# Các phương ngữ tiếng Nhật
Các phương ngữ của tiếng Nhật chia thành hai nhóm chính, Đông (bao gồm cả Tokyo) và Tây (bao gồm cả Kyoto), với các phương ngữ của Kyushu và đảo Hachijō thường được phân biệt thành các nhánh bổ sung, nhóm sau có lẽ là khác biệt nhất trong tất cả. Các ngôn ngữ Luu Cầu của tỉnh Okinawa và các đảo phía nam của tỉnh Kagoshima tạo thành một nhánh riêng biệt của Ngữ hệ Nhật Bản, và không phải là phương ngữ Nhật Bản, mặc dù đôi khi chúng được gọi như vậy.

## Lịch sử
Các biến thể khu vực của tiếng Nhật đã được xác nhận kể từ thời tiếng Nhật Thượng đại. Man'yōshū, tập thơ cổ nhất còn tồn tại của Nhật Bản, bao gồm các bài thơ viết bằng phương ngữ của thủ đô (Nara) và đông Nhật Bản, nhưng các phương ngữ khác không được ghi lại. Các đặc điểm được ghi lại của các phương ngữ phía đông hiếm khi được các phương ngữ hiện đại kế thừa, ngoại trừ một vài đảo ngôn ngữ như Đảo Hachijo. Vào thời tiếng Nhật Trung Cổ, chỉ có những ghi chép mơ hồ như "phương ngữ nông thôn là thô". Tuy nhiên, kể từ thời tiếng Nhật Trung thế, các đặc điểm của phương ngữ khu vực đã được ghi lại trong một số cuốn sách, ví dụ như Arte da Lingoa de Iapam, và các đặc điểm được ghi lại khá giống với các phương ngữ hiện đại. Sự đa dạng của các phương ngữ Nhật Bản đã phát triển rõ rệt trong thời kỳ đầu của Nhật Bản hiện đại (thời kỳ Edo) vì nhiều lãnh chúa phong kiến hạn chế việc di chuyển của người dân đến và đi từ các thái ấp khác. Một số điểm phân biệt ngôn ngữ trùng với các biên giới cũ của han, đặc biệt là ở Tohoku và Kyushu. Từ thời Nara đến thời Edo, phương ngữ Kinai (nay là trung tâm Kansai) là hình thức chuẩn thực tế của tiếng Nhật, và phương ngữ của Edo (nay là Tokyo) đã thay thế vào cuối thời Edo.
Với quá trình hiện đại hóa vào cuối thế kỷ 19, chính phủ và giới trí thức đã thúc đẩy việc thiết lập và truyền bá ngôn ngữ chuẩn. Các ngôn ngữ và thổ ngữ trong khu vực bị hạn chế và bị kìm hãm, và do đó, người dân địa phương có cảm giác tự ti về ngôn ngữ "xấu" và "đáng xấu hổ" của họ. Ngôn ngữ giảng dạy là tiếng Nhật tiêu chuẩn, và một số giáo viên đã áp dụng các hình phạt vì sử dụng các ngôn ngữ không chuẩn, đặc biệt là ở các vùng Okinawa và Tohoku (xem thêm các nhóm ngôn ngữ Lưu Cầu#Lịch sử hiện đại) như vergonha ở Pháp hoặc welsh not ở Anh. Từ những năm 1940 đến những năm 1960, thời kỳ của chủ nghĩa dân tộc Chiêu Hòa và phép màu kinh tế sau chiến tranh, sự thúc đẩy việc thay thế các biến thể trong vùng bằng Tiếng Nhật tiêu chuẩn đã lên đến đỉnh điểm.

## Phân loại

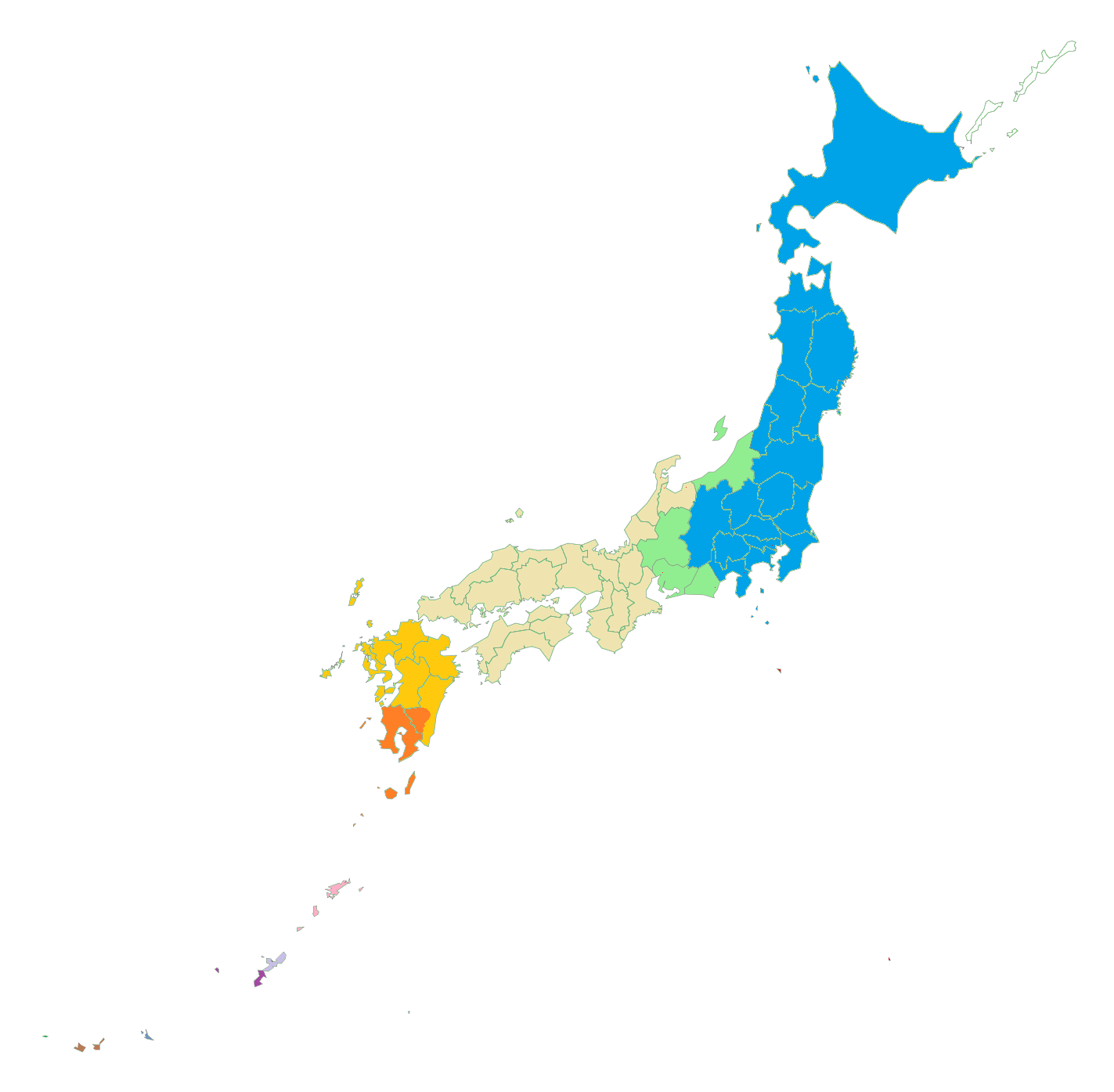
Phuơng ngữ Đông có màu xanh da trời, Tây Nhật Bản màu rám nắng. Phương ngữ màu xanh có cả đặc điểm phương Đông và phương Tây. Các phương ngữ Kyushu là màu da cam; miền nam Kyushu khá dễ nhận ra.

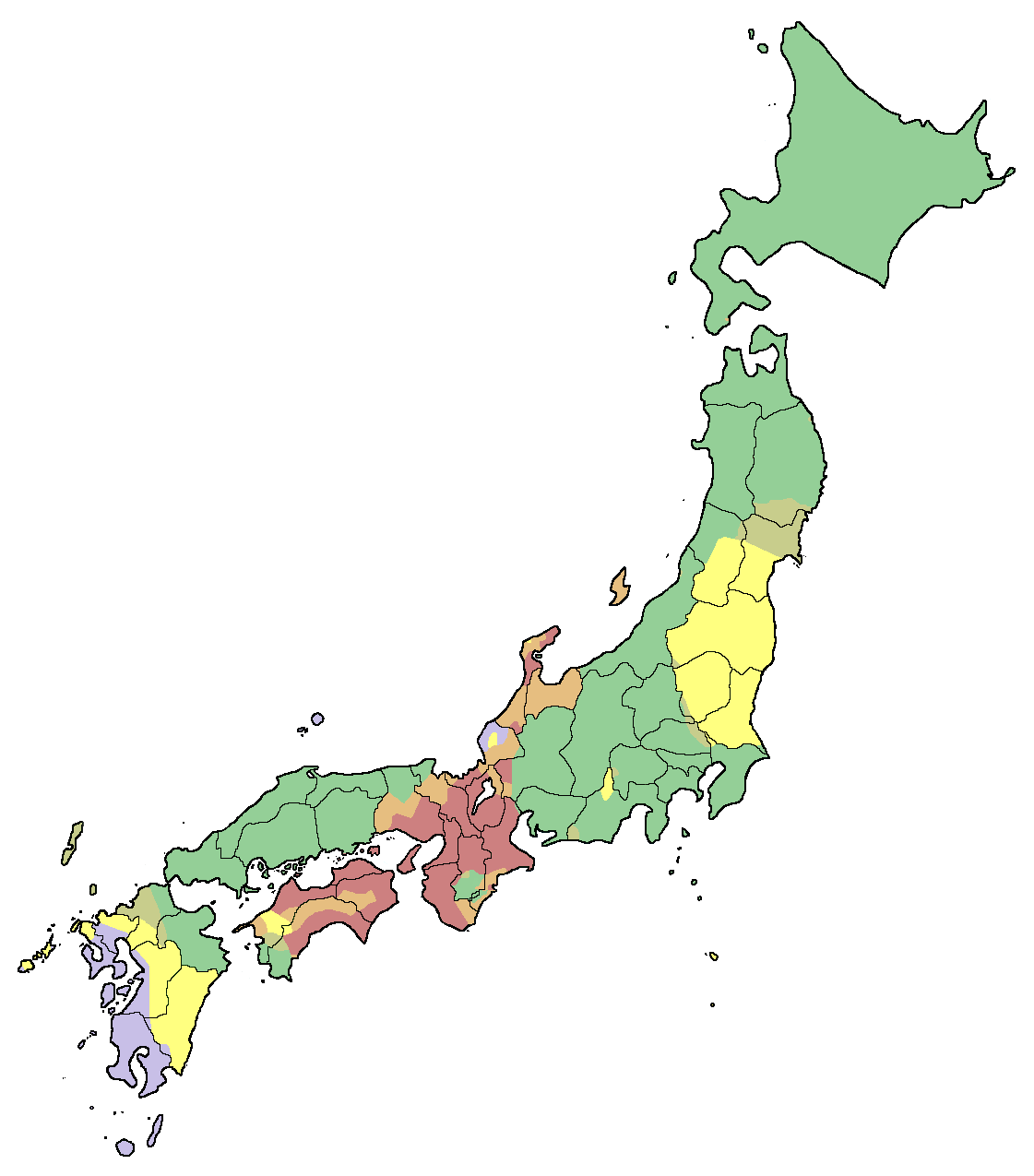
Bản đồ các loại trọng âm trong tiếng Nhật. Sự phân chia giữa các loại Kyoto và Tokyo được sử dụng làm ranh giới Đông-Tây Nhật Bản trong bản đồ chính.

Có một số cách tiếp cận nói chung tương tự để phân loại phương ngữ Nhật Bản. Misao Tōjō phân loại phương ngữ lục địa Nhật Bản thành ba nhóm: phương Đông, phương Tây và phương ngữ Kyūshū. Mitsuo Okumura đã phân loại các phương ngữ Kyushu như một lớp phụ của tiếng Nhật phương Tây. Những lý thuyết này chủ yếu dựa trên sự khác biệt ngữ pháp giữa đông và tây, nhưng Haruhiko Kindaichi phân loại tiếng Nhật đại lục thành ba nhóm vòng tròn đồng tâm: bên trong (Kansai, Shikoku, v.v.), giữa (Tây Kantō, Chūbu, Chūgoku, v.v.) và bên ngoài (Đông Kantō, Tōhoku, Izumo, Kyushu, Hachijō, v.v.) dựa trên hệ thống trọng âm, âm vị và cách chia.

### Đông và Tây Nhật Bản
Một sự khác biệt chính tồn tại giữa tiếng Nhật phương Đông và phương Tây. Đây là một sự chia rẽ lâu đời xảy ra trong cả ngôn ngữ và văn hóa. Bản đồ trong hộp ở đầu trang này chia hai đường dọc theo âm vị học. Ở phía tây đường phân cách, giọng cao độ kiểu Kansai phức tạp hơn được tìm thấy; về phía đông của đường phân cách, giọng kiểu Tokyo đơn giản hơn được tìm thấy, mặc dù giọng kiểu Tokyo cũng xuất hiện xa hơn về phía tây, ở phía bên kia của Kansai. Tuy nhiên, ranh giới này phần lớn cũng tương ứng với một số khác biệt về ngữ pháp: Phía tây của đẳng âm cao độ:
- Các hình thức hoàn bị của động từ  -u như harau  'để trả tiền' là harōta (hoặc thiểu số haruta), chứ không phải là Đông (và tiêu chuẩn) haratta
  - Dạng hoàn chỉnh của động từ -su như otosu 'làm rơi' cũng là otoita trong phương ngữ Tây Nhật Bản (phần lớn ngoài phương ngữ Kansai) so với otoshita ở phương Đông
- Các mệnh lệnh -ru (ichidan) động từ như miru 'để nhìn' là Miyo hoặc mii hơn miro theo Đông Nhật (hoặc mire thiểu số, mặc dù phương ngữ Kyushu cũng sử dụng miro hoặc mire)
- Hình thức trạng ngữ của động từ bổ sung -i chẳng hạn như hiroi 'rộng' là hirō (hoặc hirū thiểu số) là hirōnaru, chứ không phải hiroku theo phương Đông là hirokunaru
- Dạng phủ định của động từ là -nu hoặc -n chứ không phải -nai hoặc -nee, và sử dụng một gốc động từ khác; do đó suru 'to do' là senu hoặc sen chứ không phải là shinai hoặc shinee (ngoại trừ đảo Sado, nơi sử dụng shinai )
 Ranh giới từ nối. Sự phân chia da / ja màu xanh lam-da cam tương ứng với sự phân chia cao độ ngoài Gifu và Sado.

 (xanh: da, đỏ: ja, vàng: ya ; cam và tím: về mặt hình tượng là đỏ + vàng và đỏ + xanh dương; trắng: cả ba. )

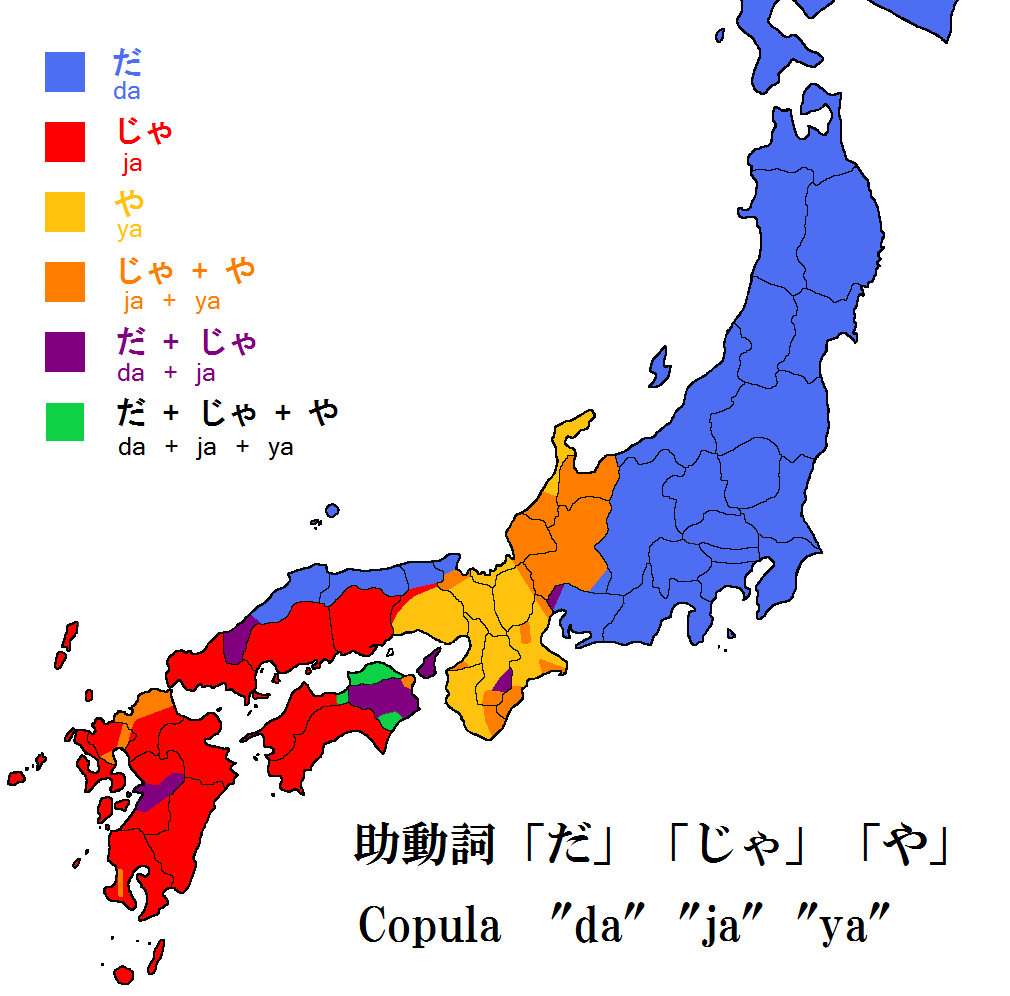
Ranh giới từ nối. Sự phân chia da / ja màu xanh lam-da cam tương ứng với sự phân chia cao độ ngoài Gifu và Sado.
(xanh: da, đỏ: ja, vàng: ya ; cam và tím: về mặt hình tượng là đỏ + vàng và đỏ + xanh dương; trắng: cả ba.)

- Từ nối là da trong tiếng Đông và ja hoặc ya trong tiếng Tây Nhật Bản, mặc dù tiếng Sado cũng như một số phương ngữ xa hơn về phía tây như tiếng San'in sử dụng da [xem bản đồ bên phải]
- Động từ iru 'tồn tại' ở phương Đông và oru ở phương Tây, mặc dù phương ngữ Wakayama sử dụng aru và một số phương ngữ phụ Kansai và Fukui sử dụng cả hai

Mặc dù các đẳng ngữ này gần với đường trọng âm được đưa ra trong bản đồ, nhưng chúng không tuân theo chính xác. Ngoài Đảo Sado, có shinai của phương Đông và da, tất cả các đặc điểm phương Tây đều được tìm thấy ở phía tây của đường cao độ, mặc dù một số đặc điểm phương Đông có thể lại tăng lên về phía tây (da ở San'in, miro ở Kyushu). Tuy nhiên, phía đông của đường phân chia có một khu vực phương ngữ trung gian pha trộn giữa các đặc điểm phương Đông và phương Tây. Phương ngữ Echigo có harōta, mặc dù không phải là miyo, và khoảng một nửa trong số đó cũng có hirōnaru . Ở Gifu, tất cả các đặc điểm phương Tây đều được tìm thấy ngoài giọng cao độ và harōta ; Aichi có miyo và sen, và ở phía tây (phương ngữ Nagoya) cũng có hirōnaru : Những đặc điểm này đủ đáng kể để Toshio Tsuzuku phân loại phương ngữ Gifu-Aichi là tiếng Nhật phương Tây. Tây Shizuoka (phương ngữ Enshū) có miyo là đặc điểm riêng của Tây Nhật Bản.
Phương ngữ Kansai phía Tây Nhật Bản là phương ngữ uy tín khi Kyoto là thủ đô, và các hình thức phương Tây được tìm thấy trong ngôn ngữ văn học cũng như trong các biểu thức kính ngữ của phương ngữ Tokyo hiện đại (do đó là tiếng Nhật tiêu chuẩn), chẳng hạn như ohayō gozaimasu (không phải * ohayaku ), động từ tồn tại để chỉ sự khiêm tốn oru, và để phủ định một cách lịch sự -masen (không phải * -mashinai ).

### Tiếng Nhật Kyushu
Phương ngữ Kyushu được phân thành ba nhóm, phương ngữ Hichiku, phương ngữ Hōnichi và phương ngữ Satsugu (Kagoshima), và có một số đặc điểm khác biệt:
- như đã lưu ý ở trên, mệnh lệnh kiểu phương Đông miro ~ mire dùng nhiều hơn là miyo của phương Tây Nhật Bản
- Tính từ -ka trong Hichiku và Satsugu hơn là tính từ -i của phương Tây và Đông, như trong samuka cho samui 'lạnh', kuyaka cho minikui 'xấu xí' và nukka cho atsui 'nóng'
- Sự danh từ hóa và câu hỏi to trừ phương ngữKitakyushu và Oita, so với phương Tây và phương Đông không có, như trong Totto to? cho totte iru no? 'cái này được lấy chưa?' và iku to tai hoặc ikuttai cho iku no yo 'Tôi sẽ đi'
- định hướng sai (Tiêu chuẩn e và ni ), mặc dù phương ngữ Đông Tohoku sử dụng một loại từ tương tự sa
- cuối câu nhấn mạnh tai và bai trong phương ngữ Hichiku và Satsugu (tiêu chuẩn nói là yo )
- /e/ được phát âm là [je] và s, z, t, d, như trong mite [mitʃe] và sode [sodʒe], mặc dù đây là cách phát âm bảo thủ (Hậu Trung Nhật) được tìm thấy với s, z (sensei [ʃenʃei]) ở các khu vực rải rác trên khắp Nhật Bản.
- như một số phụ ngữ trong phương ngữ Shikoku và Chugoku, nhưng nói chung không phải ở nơi khác, tiểu từ tố cáo o chuyển ngữ thành danh từ: honno hoặc honnu cho hon-o 'sách', kakyū cho kaki-o 'hồng'.
- /r/ thường giảm xuống, cho koi 'này' so kore Tây và Đông Nhật Bản
- giảm nguyên âm thường xảy ra đặc biệt là trong (phương ngữ) Satsugu và Gotō, như trong in cho inu 'chó' và ku cho kubi 'cổ'

Phần lớn phương ngữ Kyushu hoặc thiếu cao độ hoặc có giọng riêng, đặc biệt. Phương ngữ Kagoshima đặc biệt đến nỗi một số người đã xếp nó vào nhánh thứ tư của tiếng Nhật, cùng với phương Đông, phương Tây và phần còn lại của Kyushu.

### Tiếng Nhật Hachijō
Một nhóm nhỏ phương ngữ được nói ở Hachijō-jima và Aogashima, các hòn đảo phía nam Tokyo, cũng như quần đảo Daitō ở phía đông Okinawa. Phương ngữ Hachijō khá khác biệt và đôi khi được cho là một nhánh chính của tiếng Nhật. Nó vẫn giữ được vô số những nét cổ xưa được thừa hưởng của phương Đông Nhật Bản.

### Biểu đồ phân loại
Mối quan hệ giữa các phương ngữ được ước tính trong biểu đồ sau:

|  | Kagoshima |
|  |           |
|  | Hichiku   |
|  |           |
|  | Hōnichi   |
|  |           |

|  | Chūgoku  |
|  |          |
|  | Umpaku   |
|  |          |
|  | Shikoku  |
|  |          |
|  | Kansai   |
|  |          |
|  | Hokuriku |
|  |          |

|  | Kantō             |
|  |                   |
|  | Hokkaidō đất liền |
|  |                   |

|  | Tōhoku             |
|  |                    |
|  | duyên hải Hokkaidō |
|  |                    |

|  | Kantō             |
|  |                   |
|  | Hokkaidō đất liền |
|  |                   |

|  | Tōhoku             |
|  |                    |
|  | duyên hải Hokkaidō |
|  |                    |

|  | Kagoshima |
|  |           |
|  | Hichiku   |
|  |           |
|  | Hōnichi   |
|  |           |

|  | Chūgoku  |
|  |          |
|  | Umpaku   |
|  |          |
|  | Shikoku  |
|  |          |
|  | Kansai   |
|  |          |
|  | Hokuriku |
|  |          |

|  | Kantō             |
|  |                   |
|  | Hokkaidō đất liền |
|  |                   |

|  | Tōhoku             |
|  |                    |
|  | duyên hải Hokkaidō |
|  |                    |

|  | Kantō             |
|  |                   |
|  | Hokkaidō đất liền |
|  |                   |

|  | Tōhoku             |
|  |                    |
|  | duyên hải Hokkaidō |
|  |                    |

|  | Kagoshima |
|  |           |
|  | Hichiku   |
|  |           |
|  | Hōnichi   |
|  |           |

|  | Chūgoku  |
|  |          |
|  | Umpaku   |
|  |          |
|  | Shikoku  |
|  |          |
|  | Kansai   |
|  |          |
|  | Hokuriku |
|  |          |

|  | Kantō             |
|  |                   |
|  | Hokkaidō đất liền |
|  |                   |

|  | Tōhoku             |
|  |                    |
|  | duyên hải Hokkaidō |
|  |                    |

|  | Kantō             |
|  |                   |
|  | Hokkaidō đất liền |
|  |                   |

|  | Tōhoku             |
|  |                    |
|  | duyên hải Hokkaidō |
|  |                    |

|  | Kagoshima |
|  |           |
|  | Hichiku   |
|  |           |
|  | Hōnichi   |
|  |           |

|  | Chūgoku  |
|  |          |
|  | Umpaku   |
|  |          |
|  | Shikoku  |
|  |          |
|  | Kansai   |
|  |          |
|  | Hokuriku |
|  |          |

|  | Kantō             |
|  |                   |
|  | Hokkaidō đất liền |
|  |                   |

|  | Tōhoku             |
|  |                    |
|  | duyên hải Hokkaidō |
|  |                    |

|  | Kantō             |
|  |                   |
|  | Hokkaidō đất liền |
|  |                   |

|  | Tōhoku             |
|  |                    |
|  | duyên hải Hokkaidō |
|  |                    |

## Liên kết ngoại
- Viện Ngôn ngữ Nhật Bản và Ngôn ngữ học Quốc gia (bằng tiếng Anh)
  - 全国 方言 談話 デ ー タ ベ ー ス[liên kết hỏng](Cơ sở dữ liệu hội thoại của phương ngữ ở tất cả Nhật Bản)
  - 方言 談話 資料 Lưu trữ ngày 7 tháng 9 năm 2012 tại Wayback Machine(Dữ liệu hội thoại của các phương ngữ)
  - 方言 録音 資料 シ リ ー ズ Lưu trữ ngày 7 tháng 9 năm 2012 tại Wayback Machine(Chuỗi dữ liệu ghi âm các phương ngữ)
  - 『日本 言語 地 図』 地 図 画像(Bản đồ ngôn ngữ của Nhật Bản)
- 方言 研究 の 部屋(Căn phòng của phương ngữ) (bằng tiếng Nhật)
- 方言 っ て な ん だ ろ う？ (Phương ngữ là gì?) (bằng tiếng Nhật)
- Trang web tự học phương ngữ Kansai dành cho người học tiếng Nhật (bằng tiếng Anh)
- Phương ngữ Nhật Bản (bằng tiếng Anh)
- 全国 方言 辞典(Từ điển Tất cả các phương ngữ Nhật Bản) (bằng tiếng Nhật)
- 方言 ジ ャ パ ン